# Дощанська Інна Олексіївна
Інна Олексіївна Дощанська (нар. 30 серпня 1929, місто Зінов'євськ, тепер Кропивницький Кіровоградської області — ?) — українська радянська діячка, новатор виробництва, стернярка ливарного цеху Кіровоградського заводу «Червона зірка». Депутат Верховної Ради УРСР 5—6-го скликань.

## Біографія
Народилася у родині робітника Зінов'євського заводу «Червона зірка». У 1940—1941 роках разом із родиною проживала у місті Кишиневі, під час німецько-радянської війни повернулася до Кіровограду. У 1945 році закінчила п'ять класів у Кіровоградській семирічній школі.
У 1945—1947 роках — токар будівельного управління «Олійжирбуд» у Кіровограді.
З 1948 року — стернярка ливарного цеху Кіровоградського заводу «Червона зірка» Кіровоградської області. Виконувала змінні норми на 250—270%, добилася високої продуктивності праці і відмінної якості продукції. Обиралася профгрупоргом ливарного цеху Кіровоградського заводу «Червона зірка».
Потім — на пенсії у місті Кіровограді (тепер — Кропивницькому) Кіровоградської області.